# 九里駅 (京畿道)
九里駅（クリえき）は大韓民国京畿道九里市仁倉洞にある、韓国鉄道公社（KORAIL）・ソウル交通公社の駅。
乗り入れている路線は、線路名称上は中央線であるが、当駅には広域電鉄の京義・中央線電車のみが停車する。駅番号はK123。
2024年8月10日にソウル交通公社8号線の延伸線（別内線）が開業した。当駅の副駅名に九里伝統市場が付与されている。

## 歴史
- 2005年12月16日 - 開業。
- 2014年12月27日 - 京義電鉄線（龍山線）が孔徳駅から龍山駅まで開通し、中央電鉄線と直通を開始。同時に双方の路線名を「首都圏電鉄京義・中央線」とする。
- 2024年8月10日 - 8号線（別内線）が開業[3]。

## 駅構造
相対式ホーム2面2線の高架駅。ホームの間に通過線があり、ホームドアが設置されている。

### のりば
| 1 | 京義・中央線 | 陶農・徳沼・楊平・砥平方面   |
| 2 | 京義・中央線 | 清凉里・龍山・大谷・文山方面 |

相対式ホーム2面2線の地下駅。ホームドアが設置されている。
| 上り | 8号線（別内線） | 東九陵・茶山・別内方面               |
| 下り | 8号線（別内線） | 岩寺・千戸・可楽市場・福井・牡丹方面 |

## 利用状況
近年の一日平均利用人員推移は下記のとおり。
なお、2005年は開業日の12月16日から12月31日までの16日間を基準にしたものである。
| 路線         | 路線     | 2000年 | 2001年 | 2002年 | 2003年 | 2004年 | 2005年 | 2006年 | 2007年 | 2008年 | 2009年 | 備考  |
| ------------ | -------- | ------ | ------ | ------ | ------ | ------ | ------ | ------ | ------ | ------ | ------ | ----- |
| 京義・中央線 | 乗車人員 | 未開業 | 未開業 | 未開業 | 未開業 | 未開業 | 5,665  | 7,342  | 9,442  | 10,110 | 10,772 | [ 4 ] |
| 京義・中央線 | 降車人員 | 未開業 | 未開業 | 未開業 | 未開業 | 未開業 | 6,601  | 8,422  | 9,994  | 10,665 | 11,340 | [ 4 ] |
| 京義・中央線 | 乗降人員 | 未開業 | 未開業 | 未開業 | 未開業 | 未開業 | 12,266 | 15,764 | 19,436 | 20,775 | 22,112 | [ 4 ] |
| 路線         | 路線     | 2010年 | 2011年 | 2012年 | 2013年 | 2014年 | 2015年 | 2016年 | 2017年 | 2018年 | 2019年 | 備考  |
| 京義・中央線 | 乗車人員 | 11,869 | 12,643 | 12,966 | 13,493 | 13,725 | 13,785 | 13,872 | 13,769 | 13,983 | 14,405 | [ 4 ] |
| 京義・中央線 | 降車人員 | 12,489 | 13,248 | 13,623 | 14,242 | 14,497 | 14,565 | 14,622 | 14,394 | 14,467 | 14,800 | [ 4 ] |
| 京義・中央線 | 乗降人員 | 24,358 | 25,891 | 26,589 | 27,735 | 28,222 | 28,350 | 28,494 | 28,163 | 28,450 | 29,205 | [ 4 ] |
| 路線         | 路線     | 2020年 |        |        |        |        |        |        |        |        |        |       |
| 京義・中央線 | 乗車人員 | 11,025 |        |        |        |        |        |        |        |        |        |       |
| 京義・中央線 | 降車人員 | 11,260 |        |        |        |        |        |        |        |        |        |       |
| 京義・中央線 | 乗降人員 | 22,285 |        |        |        |        |        |        |        |        |        |       |

## 駅周辺
- ロッテ百貨店九里店
- CGV 九里
- 九里市外バス停留場（朝鮮語版）
- 仁倉中学校（朝鮮語版）
- 仁倉高等学校
- 九里登記所
- 九里郵便局（朝鮮語版）
- 九里広場
- 九里市青少年修練館
- 九里消防署 仁倉119安全センター
- ロッテシネマ九里店
- KEBハナ銀行九里駅支店
- 国民銀行九里駅支店
- 九里初等学校（朝鮮語版）
- 仁倉図書館
- 九里保健所

## 隣の駅
韓国鉄道公社
京義・中央線
中央急行
上鳳駅 (K120) - 九里駅 (K123) - 陶農駅 (K124)
龍山急行・緩行
養源駅 (K122) - 九里駅 (K123) - 陶農駅 (K124)
ソウル交通公社
 8号線（別内線）
東九陵駅 (806) -九里駅 (807) - 長者湖水公園駅 (808)